# メトロイド サムス&ジョイ
『メトロイド サムス&ジョイ』は出月こーじの漫画作品。「コミックボンボン」2002年12月号から2005年4月号まで連載。任天堂のゲーム『メトロイドシリーズ』を原作としている。
略称は『サムジョイ』。

## 概要
宇宙海賊の襲撃事件をきっかけにサムスと出会った少年ジョイの成長を描いた冒険活劇。2004年5月号から『メトロイド EX(エクストリーム)』とタイトルが変更となった。
単行本は全3巻。タイトルが『EX』に変更されてからの掲載分は単行本化されていない。単行本は現在絶版となっているが任天堂が復刊を許可していない。作者の出月は復刊のために任天堂開発部に単行本3巻と『EX』の原稿をコピーして作成した冊子を送ったと2021年7月18日にTwitter上で述べている。2022年1月12日には、サムス&ジョイの電子書籍化決定が報じられている。
なお単行本1巻には『コミックボンボン』2003年4月号に読み切りとして掲載された『メトロイドフュージョン』のコミカライズが収録されている。

## ストーリー
時系列は「サムスが宇宙海賊を壊滅させてから時間が経過した」とだけ語られており、宇宙海賊の壊滅がシリーズ第1作目（および『メトロイド ゼロミッション』）における壊滅なのか『スーパーメトロイド』における完全壊滅なのかは明らかとなっていない。そのため詳細な時代設定は不明であるが作者は本作を『メトロイド アザーエム』と『メトロイドフュージョン』の間であると発言している。
下記の○○編とは、ストーリーの区分のため本項で暫定的に分けたものと仮の名称であり、公式なものではない。

### サムス&ジョイ編
ドラグード編（単行本1巻）
辺境の惑星リベルデに住む少年ジョイは今は亡き父親のような強い男になろうと邁進していた。そんなある日、悪名高い宇宙海賊『ドラグード』がジョイの村を襲撃する。ジョイは一人宇宙海賊に抵抗しようとするが彼では相手にもならず、絶体絶命の状況に陥ってしまう。そこへ、宇宙一のバウンティ・ハンター、『サムス・アラン』が現れ、村を襲っていた海賊たちを一瞬にして倒してしまう。その姿を見てジョイは自分もあれぐらい強くなりたいと海賊の本隊に向かうサムスの後を追う。この出会いからサムスとジョイの戦いが始まったのだ。
ディグレイド編（単行本2巻前半）
サムスへの強い同行を希望したジョイは、サムスの友人にて行きつけのジャンク屋であるディーセルの元に預けられ、ジョイは彼とともに宇宙ステーションでの生活をすることとなった。サムスに会いたいとねだるジョイに対して手を焼くディーゼルであったが、ジャンクを得る機会にもなると踏んでサムスの依頼先を調べてみたところ、なんとサムスが探している惑星カーンケの大統領が乗った特務艦にジョイの母も同乗していたことを知る。2人を追って出発したジョイとディーゼルであったが、異常な磁界を放つ未開の惑星ディグレイドに墜落してしまう。ディグレイドでサムスとジョイたち、そしてジョイの母とも再会するが、その星は怪物の巣窟であった。サムスたちは決死の脱出作戦を遂行する。
ドミニオン編（単行本2巻後半〜3巻）
ジョイはディーゼルの命令でジャンクを探す中、素性の不明なバイオロイドを発見して救助する。ユートンと名づけたバイオロイドはジョイへと恩を返し、2人の間に友情が生まれていく。だが、ユートンには大きな秘密が存在し、悲しい運命がジョイを待っていた。
その後、宇宙ステーションでサムスに扮する謎の人物の犯罪が発生し、それを解決するも事件の真相を調べようとしたジョイたちは何者かに拉致されてしまう。拉致されたジョイたちはサムスに救助され、そこの工場でそれまでの事件にかかわる兵器が同一の組織に作られたものであること、そして宇宙中に根を張る死の商人『ドミニオン』の存在を知る。

### エクストリーム編
六暴星編
サムスはドミニオンと加担する宇宙海賊グリードに能力を奪われてしまい、グリードからの宣戦布告を受けたサムスはジョイとディーゼルと共に、グリード率いる『グリード団』が活動しているという銀河連邦圏外の銀河・エクストリーム銀河へと向かう。そこでサムスはグリード団の幹部にしてサムスから奪った能力ボールを与えられた一団の猛者『六暴星』たちと対峙。能力の奪還とグリードたちの野望阻止のため、激しい戦いを繰り広げていく。
最終決戦編
六暴星を壊滅させたサムスたちだったが、全てはグリードの思惑通りに進んでいた。グリードの真の目的はエクストリーム銀河に眠る未知の古代文明が残した遺産『神々の力』を捜索し入手することであり、六暴星はそれまでサムスの注意を引きつける時間稼ぎに過ぎなかったのである。そして遂に神々の力が眠る遺跡を発見するグリード、サムスたちの前に立ち塞がるグリードの側近・ビジョップとナイト、サムスに代わって立ち向かうこととなるジョイたち。宇宙の未来を賭けて、流れは急速に進んでいく。

## キャラクター
登場人物の名前は、関連要素にまつわる単語を捩ったと見られるものが多い（たとえば、技師であるディーゼルは「ディーゼルエンジン」から、種族名であるクラフトは「工芸品」を意味する"craft"が由来と見られる）。

### 主要キャラクター
サムス・アラン
宇宙一の呼び声高い腕利きのバウンティハンター（賞金稼ぎ）で強力な宇宙海賊の殲滅を銀河連邦政府から依頼されることもある。
宇宙海賊団『ドラグード』の殲滅任務で立ち寄った惑星リベルデで少年ジョイとある種の運命的な出会いをすることとなる。
バリアスーツやスターシップのデザインは『スーパーメトロイド』に準拠しており、本作シリーズではさらにパワードスーツの上からボロ布をマントのように纏う姿のシーンがいくつかある。バイザーに目が時折映る場面があるがサムス&ジョイ編では一度もスーツを脱ぐシーンはない。しかしエクストリーム編最終回にてジョイに別れを告げる際にメットを外し、素顔を見せると同時にパワードスーツを脱いでいる（インナーはメトロイドゼロミッション以降定番となっているゼロスーツではなく、スーパーメトロイドやメトロイドフュージョンなどで見られたヘソ出しノースリーブとホットパンツ姿を踏襲した、本作オリジナルデザインのもの。腰にはメトロイドゼロミッションに登場したパラライザーと見られるハンドガンが装備されている）。
ジョイ
亡き父のような男になりたいと願う少年。偶然に出会ったサムスに憧れ、半ば強引についていき、一番弟子を自称するようになる。父親の形見のフィールドナックルを使用でき、少年とは思えない素早い活躍をすることも。母との確執や和解、友との別れ、強大な悪との対峙などさまざまな体験を経て、戦わなくてはいけない本当の意味を知っていく。
サムスが女性だという事実は最終話まで知らなかった。
エピローグにおける10年後には連邦警察に入っており、彼もまた「銀河の守り手」の意思をサムスから継いでいる。なおもフィールドナックルも用いており実力はあるが、正義感の強さゆえに独断行動も多く、上層部は頭を抱えているらしい。
フィールドナックル
ジョイの父であるランドが使用していた武器。使用者の精神に反応して特殊な力場（フィールド）を発生させる特殊なエネルギー鉱石を内装したグラブ。背部のフィールドジェネレーターでフィールドを生成し、肩から腕の皮膚に吸着するパワーケーブルを通じてグラブ部に送られて展開するようになっている。
フィールドは拳による打撃の威力を高めることはもちろん、物理的な攻撃とエネルギー波の双方を受け止めることが可能。フィールドを広範囲に展開することであらゆる攻撃を防げる強力なバリア「フィールドウォール」となる。
使用者の精神が力の源であるため、精神状態によっては無限に力が増加するが、逆に使用者が恐怖に負けたりすると全く力を発揮することが出来ず、使用者の精神の強さがダイレクトに影響する装備である。

ディーゼル
サムスの友人でスターシップのメンテナンスを依頼している鳥人族によく似た人物。ジャンク屋「ジャンキホーテ」を経営している。宇宙随一の機械技術・開発能力を持つ「クラフト族」という種族で、非常に小さな身体であり専用の浮遊メカに乗り移動する。クラフト族の中でもディーゼルは小柄な部類にあたる。初対面時ジョイは「ディーゼルさんのペット」だと思った。
宇宙ステーションの一角に自分の店を構え、自身の造った「ジャンキホーク」という宇宙艇も所有する。ジャンキホークには「ジャンキタンク」という、飛行モードと荒地を進むタンクモードを持つマシンを搭載している。サムスは扉ページでジャンキホークについて「とりあえず高性能らしい」と語っていた。惑星ディグレイドにて、タンクモードにトレーラーを接続しジョイの母らを助けた。
がめつい人物だが、一族が技術を悪用されないよう封印しようとした際「技術は使いようだ」と有効利用を信じ別れたなど、本質は善人である。

### 宇宙海賊ドラグード
爬虫類型宇宙人で構成された宇宙海賊団。多くはトカゲのような姿だが、カメの姿をした者が少数だが確認できる。辺境の惑星リベルデに身を隠しつつメトロイドをベースとした生体兵器メガロイドを研究していたが、暴走したメガロイドに襲われ壊滅した。
ドラグードのボス
ドラグードを取り仕切る人物で、長いヒツジの様な角が生えた太ったワニの様な姿。
メガロイドのことを海賊仲間に自慢していたようだが、そのメガロイドにより自分の団は壊滅してしまった。メガロイドの暴走後にどうなったかは不明。
ドルバ
打倒サムスに名乗りを上げたドラグードの一員で、仮面を着けたトカゲの姿をしている。
節足動物風の6脚を持つカメのような巨大戦車を駆りサムスたちに襲い掛かるが、スーパーミサイルで戦車もろとも吹き飛ばされ死亡。
メガロイド
ドラグードが偶然降り立った未開の星で遭遇したメトロイドを多くの部下を失いながら死骸を入手。それをベースに作り上げた生体兵器である。ボス曰く、より凶暴で従順になったメトロイド以上の生体兵器といっていたが、サムスの襲撃により精神コントロールが不完全なまま目覚めさせたことにより暴走、ドラグード団員の生命エネルギーと所有兵器のエネルギーを吸収して急成長した。

### ドミニオン
宇宙全体に根を張る、超巨大な武器の製造・密売組織。サムスは「死の商人」と呼び忌み嫌っている。凄まじいまでの技術力と資金力、そして情報ネットワークを持ち、意図的に惑星が消滅する規模の戦争を起こし利潤を得るほどである。秘密裏に近付こうとする者は捕らえられ新兵器の実験台にされ抹殺されており、銀河連邦もなかなか存在を表沙汰に出来ないでいた。
ダンゲーロのスーツを解析しようとして捕らえられてしまったジョイとディーゼルを助けるべく、サムスが行動を起こしたことにより公の場で明るみにされた。その後は新たな兵器の情報を得るため、「神々の力」を探すグリード団に協力している者が登場している。
無名の砂の星を実験場にしていた者達とグリードに協力していた者達はそれぞれサムスの活躍とグリードの暴走によって滅びるも、前者が断末魔に「我々は銀河全てに存在している」と発言しており、組織そのものは事件後もいまだ健在である可能性が高いが、その後の組織の動向は不明である。
サムスのコピー
ドミニオンで行われたサムス（厳密に言うと鳥人族のテクノロジーを用いられたそのパワードスーツ）をコピーし究極の兵士を作る計画により生み出されたパワードスーツと、それを用いた人造兵士たち。
ダンゲーロの用いたターミネートスーツ
ドミニオンがサムスに恨みを持つダンゲーロに渡したバトルスーツ。全体的暗色でパーツの形状もサムスのものとは異なるが、全体としてのシルエットはかなり似ている。サムスのもの同様使用時に装着者と融合するようになっているが、まだ完全に解析出来てないため特殊な装置がないと脱着できないという設定。
アームキャノンは3本の銃身を持つ「パワーガトリング」というものになっており、速射性に優れている。また、非常に高性能な不可視機能を持ち、発動させるとサーモバイザーやX-レイバイザーでも捉えることが不能となる。
デザートファントム
様々な戦場を想定して作られた究極兵士のバリエーション機の一種で、これは砂漠を想定した試験機である。上半身のみスーツを応用した生体部で、下半身はクモのような多脚歩行メカとなっている（前部に通常の歩行脚を3対、更に最後部にキャタピラになった脚部が一対）。右腕は白兵戦用のランス、左腕は高温地帯での使用を考慮して廃熱の少ない実弾式のガトリング砲になっている。
数十機が製造されており、ジョイたち捕らえた人間たちをターゲットにテストが行われていたが、サムスによって1分もかからず全滅させられた。
インティグラ
究極兵士の統合・完成形であるバイオロイド。名前は「インティグリティー(統合･完成)」から。人型だがサムスより2周り以上大きく、筋骨隆々としたシルエットである。また、両腕ともにアームキャノンではなく通常の腕で（サムスでいう左腕）、代わりに両脇から「デストロイヤーアーム（単行本より）」というアームキャノンが生えている。
デストロイヤーアームからはサムスのプラズマビーム以上の破壊威力を持つ「ハイプレッシャーカノン」と、パワーボム並みの威力を持つエネルギー爆弾を放ち、頭部には対人用のマシンガンを装備。さらに上腕部には出し入れ可能な高振動刃サーベルが装備され、剛腕による肉弾戦とともに白兵戦をこなすことも可能（ただサーベルは一コマだけ展開しているシーンがあるだけで、ほかは肉弾戦である）。装甲も厚くチャージプラズマビームを防いでしまった。ただし頭脳面には難があるようで、パワーボムが銃口にはめ込まれたことを言われてから気付いたり、後述の量産型は同士討ちお構いなしに至近距離で火器を使用していた。なお、モーフボールなどは解析できなかったため装備されていない。
サムスたちがドミニオンの工場に潜入した時点で既に量産化されており、初号機からサーベルや対人マシンガンが排除され装甲デザインが簡略化されたものの、依然かなり高い戦闘力を有している。
ドミニオン側はサムス以上の戦闘力と絶対の自信を持っていたようだが、これは通常時のサムスを基準としたものであり、怒りで潜在能力を引き出したサムスには遠くおよばず、初号機はスーパーミサイルで破壊された。その後工場内で登場した量産型数十機はサムスが全て破壊（一部は同士討ちで自滅）、最終決戦時は宇宙遺跡内部でグリード団が所有する大部隊が登場するが、ゼガンたちに破壊された模様。

基地司令官

兵器工場のトップ

スナッチ
ドミニオンの工作員。「乗っ取りのスナッチ」という別名を持ち、その名のとおり他人に乗り移り身体を支配する能力を持つ。憑依していない姿は腕の関節が人間よりも一つ多いやたら長い腕をしたエイリアンである。
宇宙中の天才科学者に取り付き続けてサムスの力や能力を取り出し結晶化（アイテム化）する「能力分解結晶化装置」を作り出し、ジョイに取り付いてサムスを罠にはめて装置にかける。サムスの能力のほとんどを取り出しトドメとして生命エネルギーを吸い出そうするが、ジョイが抵抗し決死の行動で装置を破壊するとともに分離してしまい、サムスにトドメをさそうとするが腹部を打ち抜かれ死亡。
なお、ゲームシリーズの『プライム2 ダークエコーズ』に登場する種族イングも「スナッチ」という憑依能力を持つが、登場はこちらが先である。
グリード団にいたコンダクター

### グリード団
「EX」以降の敵で、グリード率いる宇宙海賊団。
グリード
グリード団のリーダー。ゲームシリーズにおける敵役であるリドリーと同種族のドラゴン型エイリアンで、外見はリドリーと瓜二つである。一族最強であり誇りであったリドリーを倒したサムスのことを怨んでいる。
自分が手に入れた石碑にあった、エクストリーム銀河の未知の文明が残した「神々の力」を手に入れるべく「六暴星」を囮に調査して、最終的に「神々の力」の正体である「文明をリセットするためのブラックホール発生システム」を手に入れるが、制御できずに自身の消滅という結果を招いた。
ビショップ
グリード団の大幹部で、通称「謀魔」のビショップ。
普段は冷静な口調だが激情すると非常に荒々しい口調となる。狡猾で傲慢・残忍な性格のため、礼を重んじるナイトとは対立しており、自分が「神々の力」を手に入れる野望を抱いていたなど、グリードに対してもあまり忠誠心はない。2本の角を持った鬼のような顔で、額には単眼と口を持つもう一つの顔がある。異常に背が高く、腕が見当たらないが、これは触手のような長い腕を普段は身体に巻きつけているからである。基本の役割は参謀であり、有事に際しては相手を様々な罠にはめる頭脳が主な武器となる。テレポートなどいくつかの超能力も使える模様。
実は額にある小さな顔がビショップの本体であり、ほかの部分はビショップ本体が過去にほかの人間に寄生し奪ったものである。そのため、本体以外はどんなにダメージを受けても死ぬことはない。
最終的にはジョイとディーゼル諸共ナイトを処刑しようとするが失敗し、回収したバリアスーツと最後の能力ボールであるプラズマビームを埋め込んだ腕を展開しナイトと戦闘となり、ナイトの腹部を打ち抜くが、その直後胴を一刀両断される。本体は無事であったため上半身だけで襲い掛かるが、ナイトがジョイに伝えたジョイの父の奥義「無限帰掌（エクソダス）」によって、プラズマビームを反射され消滅した。
ナイト
グリード団の大幹部で、通称「力」のナイト。「パワードナイト」と呼称する場合もある。
誇り高く正々堂々とした武人で、甲冑に身を包み大剣で戦う。攻撃は剣術による接近戦のみだが戦闘力は凄まじく、ミサイルを剣先で絡め取って投げ返すという常識離れした動体視力・技巧も見せる。性格ゆえにビショップとは不仲である。
「銀河真刃流秘奥義」という流派を用いて、「烈風爆斬」「真空流星返し」「激・爆身斬（ビックバンディバイド）」などの強烈な剣技を使いこなす。
実はジョイの父の友人でありライバルだったのだが、あるとき瀕死の重傷を負ったところをグリードに助けられ（生身で宇宙空間にいて平然としているシーンが在るのでサイボーグ化されたのだと思われる）、「どのような外道でも恩を仇で返すわけには行かない」という戦士の誇りから従っていた。
フィールドナックルを見た時点でジョイの素性に気付き、戦士として何が必要なのかを暗示すると同時に、ビショップとの戦いで重傷を負いながらもジョイを助ける。しかし、ビショップを倒した後は自らの義理と矜持に決着を付けるべく戦士としての誇り高い死を選び、サムスとの一騎討ちの末に敗れる。

#### 六暴星
サムスから奪った能力を与えられたグリード団の幹部で、名前は「六芒星」からだと思われる。
ザミィル
ミサイルの能力ボールを持っていた六暴星。
イノシシのような姿をしており、興奮すると敵味方お構いなしにミサイルを乱射する危険人物である。その短気な性格ゆえにミサイルの能力を使いこなせておらず、サムスにミサイル全弾を打ち落とされ、激昂して放ったスーパーミサイルに至ってはサムスに左腕でキャッチされて投げ返され、それにより爆死した。
ゴロン
モーフボールの能力ボールを持っていた六暴星。
丸々と太ったカエルのような姿で、丸いものに執着するという性癖を持つ。球体化して柔軟な巨体と共に強力な突進攻撃を仕掛ける。同時にスクリューアタックの能力も取り込んでおり、圧倒的な攻撃力と防御力でサムスたちを追い詰めるが、スクリューアタックの影響が薄い回転軸を狙った飛び蹴り攻撃により逆転負けを喫する。
クリスタ
アイスビームの能力ボールを持っていた六暴星。
電子生命体で機械に融合する能力を持ち、アイスビームの能力とドミニオンを利用して作った恒星を凍らせるほどの巨大冷凍施設と融合し、太陽の核を氷結･採取してエネルギー資源として送っていた。しかしスクリューアタックによりあっけなくアイスビームの能力を奪われたことで、活動が再開された太陽の超高温により装置もろとも蒸発消滅した。
ブラスト
パワーボムの能力ボールを持っていた六暴星。
やたらと長身。クラフト族に協力を強要し、その材料として惑星を吹き飛ばすほどの超巨大パワーボムを作った。自分は安全なところにいて遠くから派手な爆発を眺めるのが好きらしく、パワーボムの時限装置起動後は衛星軌道の宇宙船にいたが、クラフト族の奇策によりロケットが増設されたパワーボムを宇宙船にぶつけられ、そのロケットの動力代わりになり突入したサムスに能力ボールを回収されたあと、ゼロ距離でパワーボムが起爆し死亡。
ロケッツ
スピードブースターの能力ボールを持っていた六暴星。
エクストリーム銀河最速を自称する宇宙船乗りで、ならず者のレース大会では「ライトニング・ロケッツ」という名で知られていた。操縦技術には絶対の自信があり、自分よりも速い宇宙船乗りは許さない。レース大会でサムスを始末せんと、様々な罠や宇宙船にスピードブースター・最終的にはシャインスパークを使用しての突進などでスターシップの破壊を試みるが、クラフト族が加えたスターシップの加速装置で振り切られ、サムスの攻撃で宇宙船を破壊され死亡。
ディーフェン
バリアスーツの能力ボールを持っていた六暴星。
全身が鎧の様な皮膚のトカゲといった風貌をしている。ジョイとディーゼルを囮に取りサムスを濃硫酸の海中に引き込み、海を濃硫酸に変えた原因でもある巨大な戦闘獣、強酸獣ラストドンを駆り襲い掛かった。バリアスーツの能力による強靭な外皮によって強酸中でも何事なく活動しサムスのビームも無効化、ミサイルも酸で溶解するため使用不能であり、サムスを後一歩のところまで追い詰めるが、海底火山にビームを打ち込んで爆発させる攻撃を受け、ディーフェンは衝撃で能力ボールが外れ酸により溶解･消滅、ラストドンも衝撃で死亡した。だが能力ボールは海に流れていってしまい、後にビショップが極秘に回収していたことが判明する。

### その他
ジェローシィ
ディーゼルを捕らえて店を乗っ取っていた悪党。額にも顔を持っている。
ディーゼルを人質に取って用心棒ボーマッドをサムスにけしかけるが、追い詰められたボーマッドが使用したグラビティボムに部下もろとも巻き込まれて死亡した。
ボーマッド
ジェローシィが用心棒として雇っていたバウンティハンター。機械の鎧に身を包んだヒューマノイドの姿である。銃器と格闘技で戦い、肩のアーマー内に切り札として小型ブラックホールを発生させるグラビティ･ボム（重力爆弾）を仕込んでいる。
最初はディーゼルを人質に取っていたため優勢で、サムスを格闘戦だけで押していたが、ディーゼルが助けられたことで本気を出され形勢が逆転。グラビティボムを使用するがモーフボールで防がれてしまい（球体は圧力に強いという性質のため）反撃され撤退した。
最終決戦時にゼガンと共に銀河連邦に雇われ、インティグラ軍団を相手にする。ゼガンと知り合いらしく、軽口を叩きゼガンを「ダンナ」といっていた。
Dr.ディアナ･アポロニカ
ジョイの母で、宇宙的に有名な天才外科医。非常に多忙であり、ジョイの父が亡くなった後は一度もジョイの故郷リベルデには戻っていない。惑星カーンケ大統領の手術を依頼され護送されるカーンケの特務艦「OTOWA」に同乗していたのだが、国内の反大統領テロを防ぐべく通常航路を大きく外れた結果、「OTOWA」は未開の惑星ディグレイドに墜落してしまった。
ジョイと亡き夫への愛情は強いが、仕事ゆえにジョイとは少々のすれ違いが生じていた。再会しディグレイドからの脱出後、ジョイは母の仕事の重要さを理解し、ディアナは確実に父の後を受け継ぎつつあるジョイの成長を見届け再び別れた。
アモクマ
未開の氷雪惑星ディグレイドの肉食生物。大型のペンギンのような姿だが、獲物を見つけるや否や、普段は細い目を完全な円になる位開き、鋭い牙の持つ口を胴と同じ幅まで開いて相手に襲い掛かる（口を閉じるとクチバシのように見える器官があるが、これは鼻である）。性質は極めで獰猛かつ貪欲な食欲の持ち主で、「OTOWA」の乗員は最初65人居たが2日で54人も食い殺されてしまった（その後死傷者は更に増加）。
その凶暴さと宇宙船の装甲を食い破るほどのアゴの力のために単体でも非常に危険な存在であるにもかかわらず数千数百という巨大な群れで行動し、平らな雪上の場合は背中から空気を噴射しながらの腹滑りで高速移動が可能、コミュニケーションに用いる音波を応用して音波衝撃波をビームのように口から発射して遠くの獲物を攻撃することもできる恐ろしい存在である。ただ、特殊な波長の音波で強い不快感を催すらしく、フィールドナックルが発する波動によって行動を阻害される。
単行本2巻によると、名称は英語で「逆上する口」を意味する"amok mouth"から採られている。
アモクマミ
アモクマの群れのリーダーにて、群れの個体を生み出した母親。数十メートルはあろう巨体で、大きさ以外にもタテガミや首周りにある無数の球体、複数の産卵管などの違いがある。その巨体ゆえに腕力や衝撃音波の威力はアモクマよりも桁違いに高い。
惑星からの脱出に使おうとした墜落宇宙船を巣にしていたため戦闘となり衝撃音波を放つが、ジョイの死力を尽くしたフィールドウォールに受け止められてサムスのビームとともに押し返され爆散した。残されたアマクマたちは悲しみながらも母の亡骸をエサにしていた。
名称は「逆上する母」を意味する"amok mammy"から。

ユートン
ジョイが知り合い、故郷を出て初めての友人となったバイオロイド（この漫画におけるバイオロイドは、制御系など約20パーセントが生体の自我を持つロボットである）。実は修復不能な欠陥により処分されそうなところを逃亡したドミニオン製の軍事用バイオロイドで、正式な名称は「U-トリシュトム型デルタIII」。ユートンという名称はジョイが付けた愛称である。欠陥とは自分の意思とは別に暴走してしまうことで、普段の穏やかさを失い破壊活動を起こしてしまう（更に欠陥品といわれ処分されそうになったのがトラウマになっていた模様）が、ジョイと会った後は、暴走しつつもジョイが必要としているスクラップを得るために工場や車両のパーツを略奪するようになっていた。
武器は伸縮自在のアームと腹部が展開して放つビーム砲。そして残像（ホログラフ）を作り分身することが可能で、ホログラフと共に3方向から攻撃する「デルタミラージュ（三身幻影襲）」という攻撃パターンも持つ。また、損傷が大きくなると動力の反応炉を自爆させるようになっている。
最終的に暴走が悪化して、破壊を依頼されたサムスと戦闘となり大ダメージを追うものの、ジョイの呼びかけで自我を取り戻すが自爆装置が作動してしまい、ジョイを守るため自らを破壊するよう頼み死亡した（彼はジョイに頼んだが結局ジョイは友である彼を破壊出来ず、ギリギリのところで何も言わずサムスが行った）。
ダンゲーロ
かつてサムスに捕まり投獄された犯罪者。脱獄して、ドミニオンからサムス型パワードスーツを実戦テストを兼ねて譲り受け（もっともダンゲーロは相手の素性に関しては知らず気にしてもいなかった）復讐におよんだ。サムスに成りすまして死傷事件を起こし汚名を着せ、最終的には病院を襲撃して患者を人質にとり、サムスにアームキャノンを壊すよう命令し人質に放つ攻撃の盾になるよう強要、自分の悪行を見せる人質を「俺の客」と言うなど、性格は文字通りのゲスである。
不可視機能や人質などを利用してサムスを追い詰めるが、調子に乗っている間に人質をジョイに救助され、最終的には怒りに満ちたサムスの拳の一撃で倒された。
ゼガン・ドゥ
「チョッピング･ゼガン（ぶった切りゼガン）」という通り名を持つ凄腕バウンティ･ハンター。通り名のとおり剣術の達人で、右腕をビルも両断するほどの切れ味を持つブレードに、左腕は超強度の盾に変化させることができる。全力で剣を放つ「チョッピング・ストレート」が必殺技。
宇宙一のハンターになることに執念を燃やしており、宇宙一だと皆に言われるサムスを一方的に敵視している。それを利用され正体を隠したグリードとスナッチにサムスの抹殺を依頼され襲い掛かるが、ジョイに斬撃を受け止められた瞬間にアイスビームで動きを封じられ、スーパーミサイルでブレードを破壊され敗れる。だが戦いの際にサムスはアームキャノンの一部を切り落とされ、この破片から採取されたスーツのバイオ素材データによりスナッチの能力分解結晶化装置が完成してしまった。
その後グリード団との最終決戦時に銀河連邦に雇われ、インティグラ軍団の相手をする。ちなみにボーマッドとともに最後まで生存しているのが確認できる。
クラフト族
ディーゼルの種族。姿は皆一様にディーゼルと酷似しているが、平時は浮遊メカには乗っていない。
機械に触れるだけでパルスの流れなどを感知して構造を理解することが出来、そのため宇宙随一の機械開発能力とエンジニア能力を持つ種族であった。だが、依頼された開発物の内容や用途の善悪問わず作り続けたため、結果として多数の高性能兵器を開発することとなり、悪用されないよう技術の封印を決意し、ディーゼル以外はエクストリーム銀河の森林惑星に移住し自然主義者となっていた。
ハミングをしつつ「どんなに難ギなメカだろとォ〜　みんな最初はネジ1本!」と歌いながら現れるのが特徴。
サンダー
「EX」に登場。クラフト族の長老でディーゼルからは「イナズマのおやっさん」と呼ばれる。額にある稲妻のマークが特徴。エンジニアとしての能力はディーゼルを凌ぐ。サムスのスターシップを許可なく解体するなど、非常にマイペースな性格の人物である。
ディーゼルが機械の平和利用を信じたのは、サンダーが義眼を彼のために作ってくれたのが源流となっている。だが再会したディーゼルの様子を見て心を動かされ、最終決戦時に自作のステルス艦を用いて一族と共に駆けつけた。グリード団艦隊の船や武器を解体・破壊してピショップに処刑されそうだったジョイたちを助け、銀河連邦艦隊を呼び出して応戦した（かつての貢献からか、現在でも銀河連邦への発言力が大きい様子がうかがえる）。

## 書誌情報
1. 2003年6月4日発売[6] ISBN	978-4-06-323976-8
2. 2004年3月5日発売[7] ISBN	978-4-06-323994-2
3. 2004年6月4日発売[8] ISBN	978-4-06-332002-2